# Костры святого Иоанна Крестителя

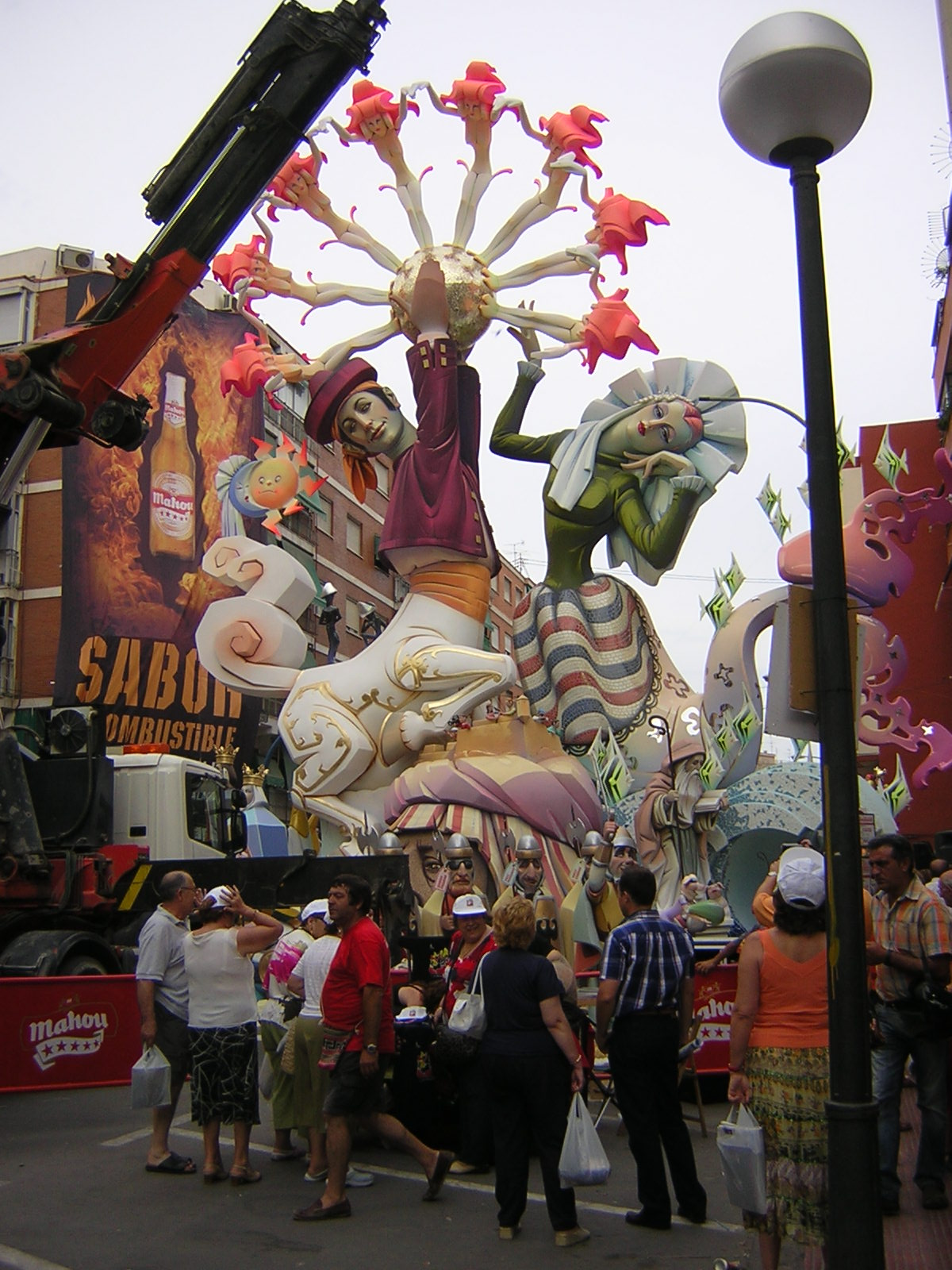
Костры святого Иоанна, 2005

Костры святого Иоанна Крестителя (исп. Hogueras de San Juan , кат. Fogueres de Sant Joan) — летний народный праздник, отмечаемый 24 июня в Испании. Фестиваль проводится во многих городах (Хавеа, Бенидорм, Теулада-Морайра и Торревьеха), но крупнейший — в Аликанте, где этот праздник является одним из самых значительных. Праздник особо популярен в каталонских землях, по этой причине некоторые каталонские националисты называют 24 июня национальным днем каталонцев.
23 июня устраивают фестивали с участием наездников, большими кострами, через которые нужно прыгать.

## Фестиваль в Аликанте

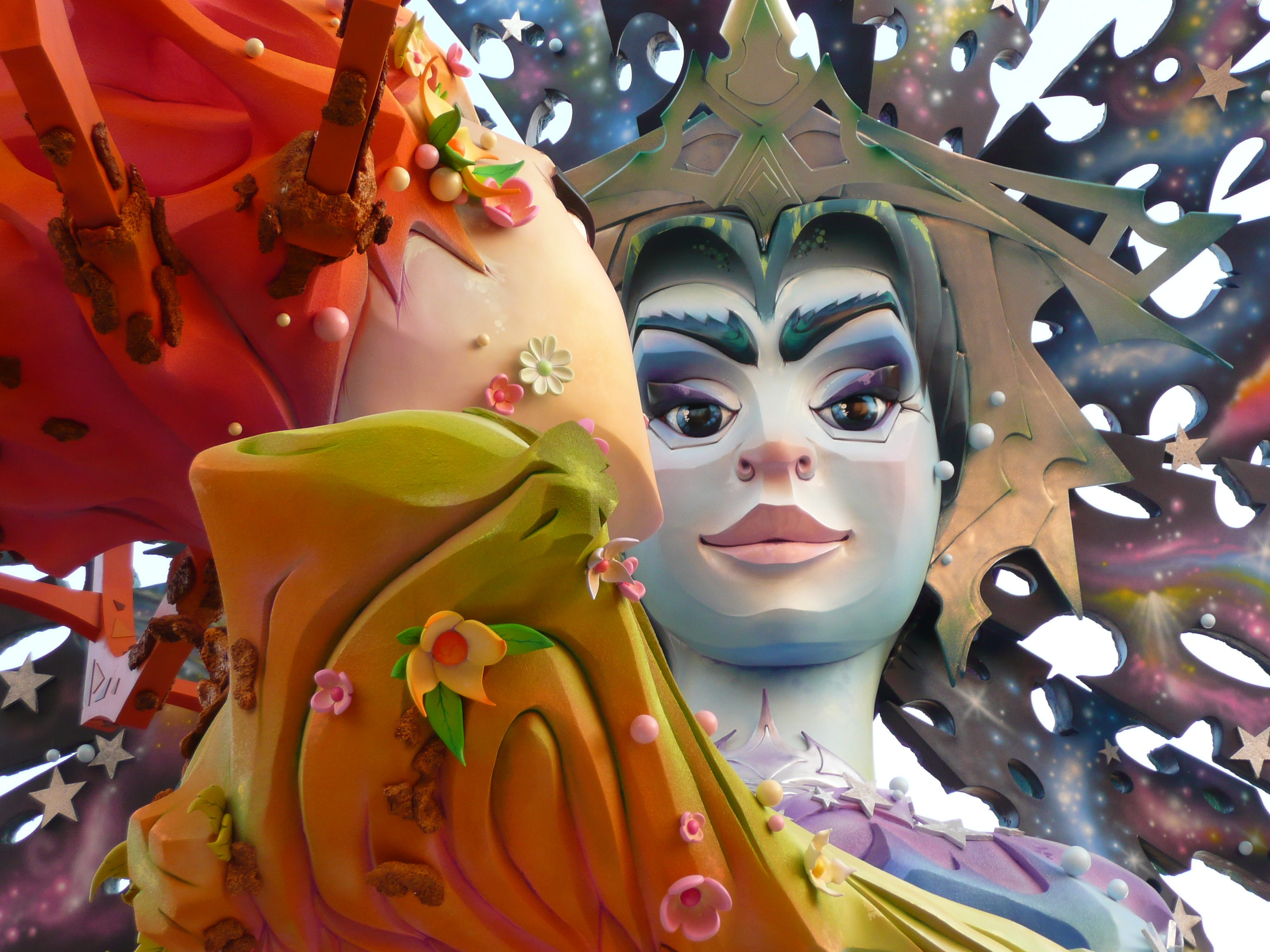
2008, Аликанте, уличные фигуры (ninots)

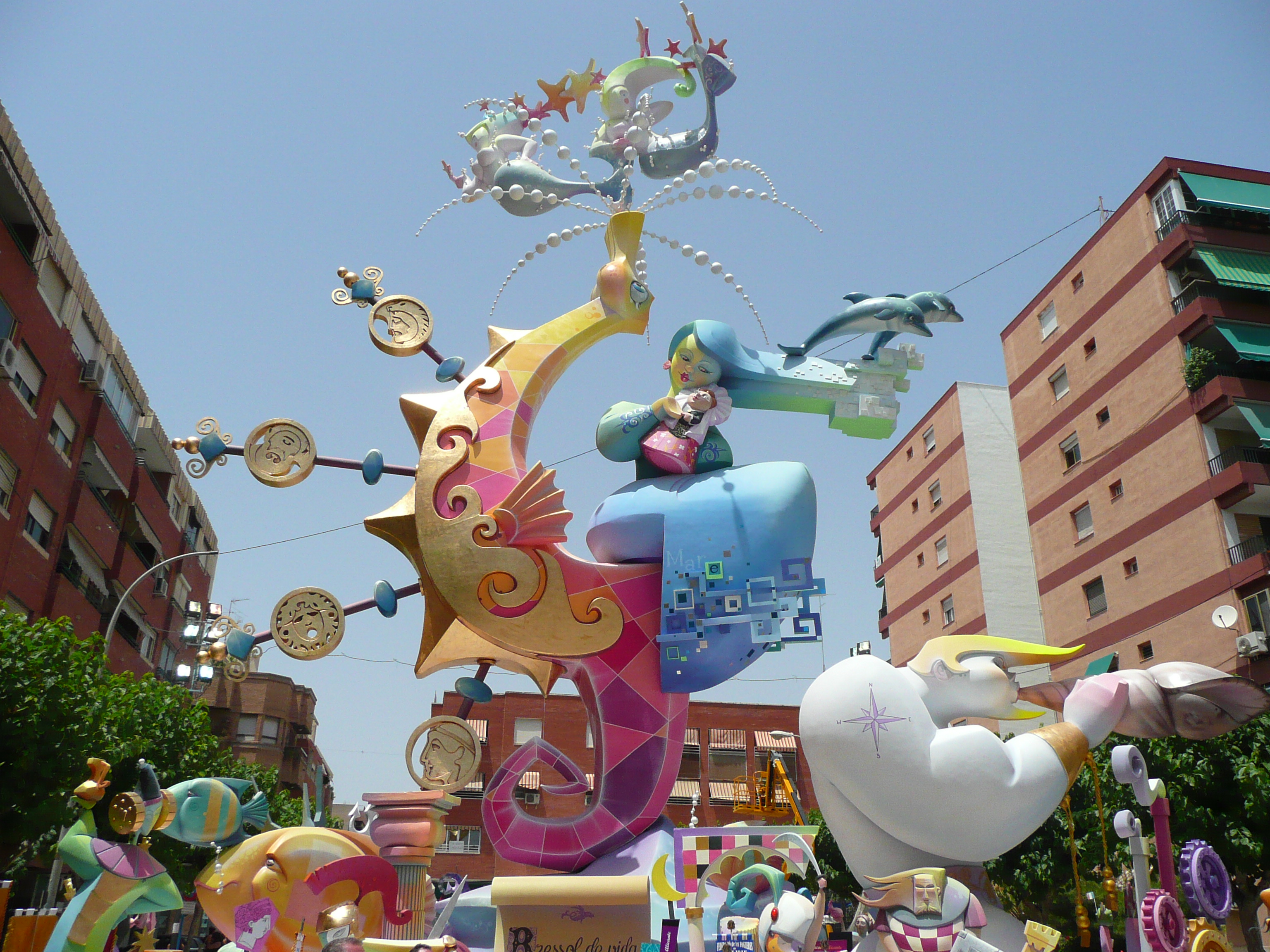
2008, Аликанте, уличные фигуры (ninots).

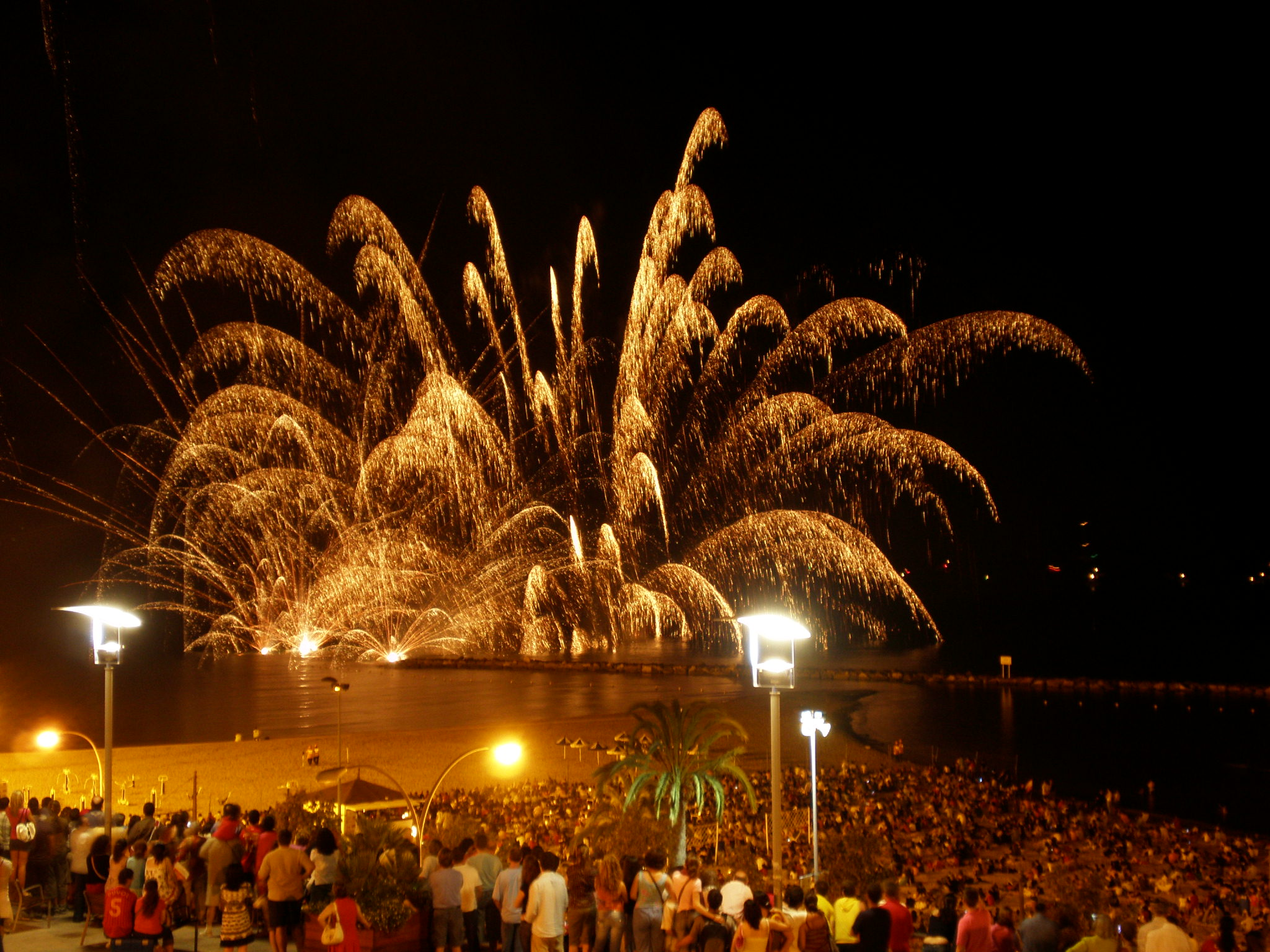
2008, фейерверк.

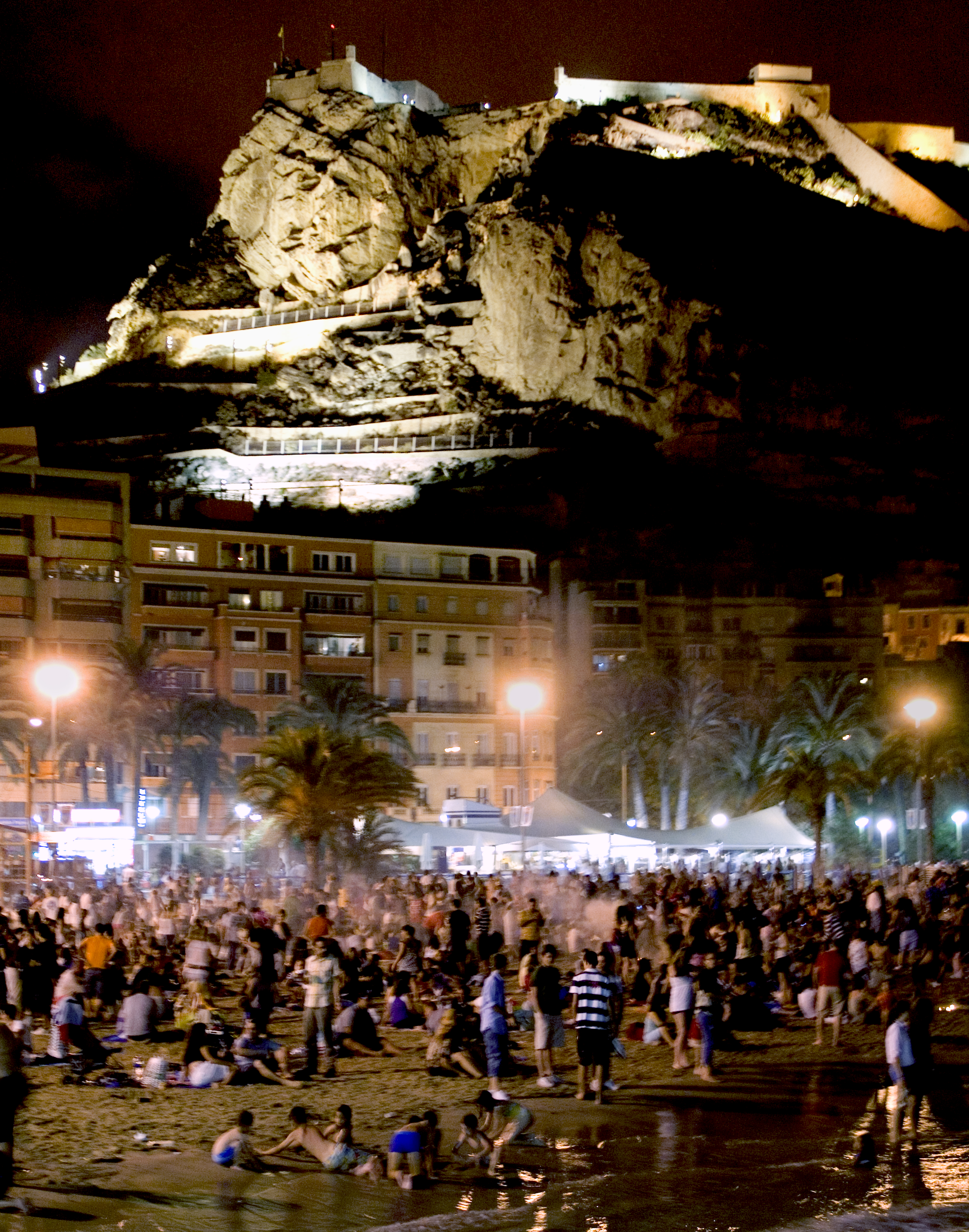
Замок Санта-Барбара и пляж Постигет в Аликанте в последнюю ночь фестиваля.

### Происхождение
До 1928 года день святого Иоанна Крестителя отмечался в Аликанте также, как и в других странах Европы: сжигание старой мебели 24 июня. Этот праздник близок к летнему солнцестоянию, и, вероятно, изначально это был праздник летнего солнцестояния, однако под влиянием христианской церкви власти запретили его и заменили Рождеством Иоанна Крестителя.
Фестиваль костров святого Иоанна зародился в 1928 году. Хосе Мария Пу (Jose María Py), основатель фестиваля, объяснил это желанием устроить в Аликанте фестиваль, равный по масштабу Валенскийсому Файясу.

### Расписание фестиваля
19 июня
- Праздник начинается с установления уличных фигур (ninots), в основном изображающих людей, и сводчатых проходов к «баракам» (barraques). В эту ночь едят пирог из тунца и свежие плоды инжира.

19-24 июня
- 08:00 — Пробуждение (despertà). Жители города будят соседей громким шумом.
- 14:00 — Mascletà. Запускают фейерверки и петарды.
- 19:00 — Бои быков.
- Всю ночь, с 23:00 до 06:00 жители гуляют по улицам, танцуют и пьют в «бараках» (barraques).

21 июня
- 19:00 — Уличный оркестровый парад.

22 июня
- 11:30 — Церемония вручения наград.
- 19:00 — Приношение цветов Деве Марии (Virgen del Remedio). Женщины надевают мантилью и несут букеты цветов.

23 июня
- 21:00 — Международный фольклорный фестиваль.

24 июня
- 00:00 — La Palmera («пальма»). Кульминация фестиваля: зажигают костры и запускают фейерверки.

До основных событий в начале июня проводятся Выставка уличных фигур (ninots), конкурс паэльи, конкурс уличных фигур, церемония открытия.
После 24 июня проводятся конкурсы фейерверков, спортивные мероприятия и уличная средневековая ярмарка.